# In due si canta meglio
In due si canta meglio è un album dei cantanti Teddy Reno e Marisa Brando pubblicato nel 1955 dalla CGD.

## Tracce
Lato A
1. Andemo a Miramar (slow) (Lelio Luttazzi)
2. La vita non è vita senza amore (Mascheroni, Biri)
3. Ea... Canastos! (baion) (Lecorde, Locatelli, Palasco)
4. Arrivederci Roma (beguine) (Renato Rascel, Garinei, Giovannini)

Lato B
1. Chi non conosce te (Gianni Ferrio)
2. Amico Whisky (slow) (Testa, Cichellero)
3. La luna nel Rio (valzer allegro) (Marshall, Testoni, Panzeri)
4. Amiamoci stasera (beguine) (Mangieri, Cortez)